# Podloška
Podloška, podložnica ili podložna pločica (u široj uporabi se koristi izraz šajba) je dio vijčanog spoja, a najčešće su okruglog oblika, s rupom kroz koju prolazi vijak. Ne osiguravaju vijak od odvrtanja i koriste se u sljedećim slučajevima: 
- kad je površina podloge na koju dolaze matica ili glava vijka loše obrađena, to jest kad je neravna,
- kad je rupa za vijak u podlozi znatno veća od promjera vijka,
- kad se spoj često rastavlja, kako se ne bi oštetila podloga,
- kad je podloga mekana, kako bi se povećala površina na koju se ostvaruje pritisak,
- kad je podloga kosa, što je slučaj kod spajanja U ili I valjanih profila.

Podloške su strojni dijelovi koji se stavljaju pod matice kad njihov pritisak na dosjednu površinu (smanjuje se tlak) treba raspodijeliti na veću površinu (na primjer kad matica dosjeda na meki materijal, kao što je drvo, koža i slično), kad treba izbjeći trenje matice o dosjednu površinu (na primjer kad se matica često odvrće) ili kad je dosjedna površina hrapava. Obično su to pločice od čeličnog lima ili od okruglog šipkastog materijala, a rjeđe četvrtastog oblika. Mogu biti i s nagibom (na primjer za valjane profile). Podloške se izrađuju također i od aluminija, bakra, mjedi ili bronce. Podloške se koriste da bi se izbjeglo povećanje potrebnog momenta pritezanja, ako je površina nalijeganja neravna, kao kod lijevanih, kovanih ili valjanih dijelova pod glavu vijka ili maticu koja se priteže. Podloške se ulažu i onda kada su vijci u duguljastim provrtima, kad su površine nalijeganja mekše od vijaka ili kada su dosjedne površine kose prema osi provrta, kako je to kod U i T valjanih profila. Slično kao kod vijaka i matica, tako i kod podložaka prema točnosti mjera i oblika, te kvaliteti površine, razlikujemo dvije izvedbe: srednju (sjajnu) i grubu (sirovu).

## Elastične podloške
Umetanjem posebnih opružnih elemenata u vijčane spojeve, osigurava se aksijalna sila prednapona i pri djelovanju najveće radne sile, makar je došlo do slijeganja hrapavosti ili plastičnih deformacija. Ovi elementi su u obliku rasječenih, zakrivljenih ili tanjurastih prstena (pločica), a izrađeni su od opružnog čelika. Nazivaju se i elastične podloške.
Razne zupčaste i lepezaste elastične podloške se svojim zupcima utiskuju u podlogu, povećavaju trenje i tako sprečavaju odvrtanje. Ovakvo osiguranje nije primjenjivo na tvrdim kaljenim površinama.

### Vrste elastičnih podloški
Postoje sljedeće vrste elastičnih podloški:
- rasječeni elastični prsten,
- zakrivljeni elastični prsten,
- tanjurasta elastična podloška,
- zupčasta podloška,
- lepezasta podloška,
- sigurnosna limena matica,
- sigurnosna matica s poliamidnim uloškom – za jednokratnu upotrebu.

## Podloška ili ravna podložna pločica - tablica
| Nominalni promjer vijka M (mm) | Nominalni promjer vijka M (mm) | Korak navoja P (mm) | Korak navoja P (mm) | Unutrašnji promjer d1 (mm) | Vanjski promjer d2 (mm) | Debljina H (mm) |
| Prvi red prioriteta            | Drugi red prioriteta           | normalni            | fini                |                            |                         |                 |
| ------------------------------ | ------------------------------ | ------------------- | ------------------- | -------------------------- | ----------------------- | --------------- |
| 1                              |                                | 0,25                |                     | 1,1                        | 3                       | 0,3             |
| 1,2                            |                                | 0,25                |                     | 1,3                        | 3,5                     | 0,3             |
|                                | 1,4                            | 0,3                 |                     | 1,5                        | 4                       | 0,3             |
| 1,6                            |                                | 0,35                |                     | 1,7                        | 4                       | 0,3             |
|                                | 1,7                            |                     |                     | 1,8                        | 4,5                     | 0,3             |
|                                | 1,8                            | 0,35                |                     |                            |                         |                 |
| 2                              |                                | 0,4                 |                     | 2,2                        | 5                       | 0,3             |
| 2,5                            |                                | 0,45                |                     | 2,7                        | 6                       | 0,5             |
|                                | 2,6                            |                     |                     | 2,8                        | 7                       | 0,5             |
| 3                              |                                | 0,5                 |                     | 3,2                        | 7                       | 0,5             |
|                                | 3,5                            | 0,6                 |                     | 3,7                        | 8                       | 0,5             |
| 4                              |                                | 0,7                 |                     | 4,3                        | 9                       | 0,8             |
| 5                              |                                | 0,8                 |                     | 5,3                        | 10                      | 1               |
| 6                              |                                | 1                   | 0,75                | 6,4                        | 12                      | 1,6             |
|                                | 7                              | 1                   |                     | 7,4                        | 14                      | 1,6             |
| 8                              |                                | 1,25                | 1                   | 8,4                        | 16                      | 1,6             |
| 10                             |                                | 1,5                 | 1,25 ili 1          | 10,5                       | 20                      | 2               |
| 12                             |                                | 1,75                | 1,5 ili 1,25        | 13                         | 24                      | 2,5             |
|                                | 14                             | 2                   | 1,5                 | 15                         | 28                      | 2,5             |
| 16                             |                                | 2                   | 1,5                 | 17                         | 30                      | 3               |
|                                | 18                             | 2.5                 | 2 ili 1,5           | 19                         | 34                      | 3               |
| 20                             |                                | 2.5                 | 2 ili 1,5           | 21                         | 37                      | 3               |
|                                | 22                             | 2.5                 | 2 ili 1,5           | 23                         | 39                      | 3               |
| 24                             |                                | 3                   | 2                   | 25                         | 44                      | 4               |
|                                | 27                             | 3                   | 2                   | 28                         | 50                      | 4               |
| 30                             |                                | 3,5                 | 2                   | 31                         | 56                      | 4               |
|                                | 33                             | 3,5                 | 2                   | 34                         | 60                      | 5               |
| 36                             |                                | 4                   | 3                   | 37                         | 66                      | 5               |
|                                | 39                             | 4                   | 3                   | 40                         | 72                      | 6               |
| 42                             |                                | 4,5                 | 3                   | 43                         | 78                      | 7               |
|                                | 45                             | 4,5                 | 3                   | 46                         | 85                      | 7               |
| 48                             |                                | 5                   | 3                   | 50                         | 92                      | 8               |
|                                | 52                             | 5                   | 4                   | 54                         | 98                      | 8               |
| 56                             |                                | 5,5                 | 4                   | 58                         | 105                     | 9               |
|                                | 60                             | 5,5                 | 4                   | 62                         | 110                     | 9               |
| 64                             |                                | 6                   | 4                   | 66                         | 115                     | 9               |
|                                | 68                             |                     |                     | 70                         | 120                     | 10              |
| 72                             |                                |                     |                     | 74                         | 125                     | 10              |
|                                | 76                             |                     |                     | 78                         | 135                     | 10              |
| 80                             |                                |                     |                     | 82                         | 140                     | 12              |
|                                | 85                             |                     |                     | 87                         | 145                     | 12              |
| 90                             |                                |                     |                     | 93                         | 160                     | 12              |
|                                | 100                            |                     |                     | 104                        | 175                     | 14              |